# کرالی ترین تی
کُرالی‌ترین تی (فرانسوی: Coralie Trinh Thi‎؛ زاده ۱۱ آوریل ۱۹۷۶) بازیگر پورنوگرافی اهل فرانسه است که برای بازی، نویسندگی و همکاری در کارگردانی فیلم بز-موآ شناخته می‌شود. او در سال ۱۹۹۶ جایزهٔ هات طلای بهترین بازیگر زن را برد و سال ۲۰۰۹ نیز هات طلای افتخاری گرفت.
کرالی‌ترین تی در فیلم کوتاهی از گاسپار نوئه به نام سودومیت نیز بازی کرده‌است.